# Молодий Голлівуд
«Молодий Голлівуд» (англ. «Young Hollywood Awards») — щорічна американська премія, яка присуджується молодим зіркам за досягнення в поп-музиці, кіно, спорті, телебаченні та моді. Церемонія нагородження проходить в Лос-Анджелесі, США з 1999 року, переможців визначають за результатами голосування підлітків та молоді. Засновник премії — телевізійний продюсер та колишній актор Р. Джей Вільямс. 

## Категорії
У 2014 році були представлені такі категорії:
- Fan Favorite Actor-Male / Найкращий актор
- Fan Favorite Actor-Female / Найкраща акторка
- Best #SocialMediaSuperstar / Зірка соціальних мереж
- Breakthrough Actress / Прорив року: актриса
- Breakthrough Actor / Прорив року: актор
- Best Threesome / Найкраще тріо
- Hottest Body / Гаряче тіло
- Best On-Screen Couple / Найкраща пара на екрані
- Best Bromance / Найкращий дует
- Super Superhero / Найкращий супергерой
- Cuz You're Funny
- We Love to Hate You
- Best Cast Chemistry-Film / Найкращий фільм
- Best Cast Chemistry-TV series / Найкращий серіал
- Hottest Music Artist / Найкращий музикант
- Breakout Music Artist / Прорив року: музикант
- Song of the Summer/DJ Replay / Найкраща літня пісня
- You're So Fancy
- Most Awesome Athlete / Найдивовижніший спортсмен
- Bingeworthy TV series
- Favorite Flick
- Viral Superstar / Вірусна суперзірка
- Reality Royalty / Найкраще реаліті-шоу